# ماریو کالیکستو
ماریو کالیکستو (انگلیسی: Mario Calixto؛ زادهٔ c. 1959) فعال حقوق بشر اهل کلمبیا است. کالیکستو در سال ۱۹۹۰ ریاست کمیته حقوق بشر سابانا د تورس را بر عهده داشت.وی بارها توسط گروه‌های شبه نظامی مورد تهدید قرار گرفت برای متوقف کردن فعالیت‌های خود در زمینه محکومیت‌ها. در ۲۳ دسامبر ۱۹۹۷، دو مرد مسلح تلاش کردند تا او را از خانه‌اش ربوده، اما حضور ناظران صلح سازمان‌های بین‌المللی مانع شدند.
وی در ۱۹۹۸برندهٔ جایزه حقوق بشر رابرت اف. کندی شد.